# Inácio Barbosa dos Santos Werneck

Armas do barão de Bemposta.

Inácio Barbosa dos Santos Werneck, primeiro e único barão de Bemposta (São José do Vale do Rio Preto, 19 de dezembro de 1828 — Pedro do Rio (distrito de Petrópolis), 2 de maio de 1889), foi um nobre e fazendeiro de café brasileiro. Tinha propriedades nas regiões de São José do Vale do Rio Preto e Pedro do Rio (distrito de Petrópolis), na então província do Rio de Janeiro.
Filho de Antônio Luís dos Santos Werneck e de Ana Maria de Assunção, casou-se com a prima Luísa Amélia de Oliveira Werneck.
O registro de óbito de Ignacio Barboza dos Santos Werneck, o Barão de Bemposta, lavrado pelo vigário Theodoro Esch, da matriz de Petrópolis, descreve que ele faleceu aos 60 anos, em 01/04/1889, em casa, de lesão cardíaca.

## Títulos nobiliárquicos
Barão de Bemposta
Título conferido por decreto imperial em 1 de maio de 1867. Faz referência à região de Bemposta, atualmente distrito de Três Rios, onde o nobre possuía terras.